# Philippe Tesnière
Philippe Tesnière (22 februari 1955 - 7 december 1987) was een Frans wielrenner.

## Levensloop en carrière
Tesnière werd prof in 1978. Hij won 2 koersen in zijn carrière: een etappe in de Ronde van Indre en Loire en de Tour de la Manche. Hij reed viermaal de Ronde van Frankrijk. In 1987 overleed hij aan kanker, kort nadat de Franse wielerwereld al had moeten afscheid nemen van Jacques Anquetil en Pascal Jules.

## Resultaten in voornaamste wedstrijden
| Jaar | Ronde van Italië | Ronde van Frankrijk | Ronde van Spanje |
| ---- | ---------------- | ------------------- | ---------------- |
| 1978 |                  | 78e (laatste)       |                  |
| 1979 |                  | opgave              |                  |
| 1980 |                  | opgave              |                  |
| 1981 |                  | 120e                |                  |

| Jaar | Gent-Wevelgem |
| ---- | ------------- |
| 1978 |               |
| 1979 |               |
| 1980 |               |
| 1981 | 127e          |